# Liste von Mühlen am Klosterwasser
Die Liste von Mühlen am Klosterwasser gibt eine Übersicht über die historischen Wassermühlen am Klosterwasser und dem Zufluss Kleinhänchener Wasser in der Oberlausitz unabhängig davon, ob sie noch existieren oder bereits verfallen und abgerissen sind. Es wurden etwa 25 Mühlenstandorte am Klosterwasser und Nebenbächen erfasst. Viele Mühlen existieren nicht mehr, einige sind umgebaut und dienen anderen Zwecken.
Bei Mühlen, die unter Denkmalschutz stehen, kann über die ID-Nummer der jeweilige Denkmaltext aus der sächsischen Denkmalliste aufgerufen werden. Die historische Bedeutung der Mühlen als Einzeldenkmale ergibt sich aus dem Denkmaltext des Landesamts für Denkmalpflege Sachsen.

## Legende
- Bild: zeigt ein Bild der Mühle und gegebenenfalls zusätzlich einen Link zu weiteren Fotos im Medienarchiv Wikimedia Commons.
- Bezeichnung: Name der Mühle und gegebenenfalls Bauwerksname des Kulturdenkmals
- Lage: Ortsteil bzw. Gemarkung sowie Straßenname und Hausnummer. Der Link Karte führt zur Kartendarstellung.
- Datierung: gibt das Jahr der Fertigstellung oder den Zeitraum der Errichtung an.
- Beschreibung: Angabe baulicher und geschichtlicher Einzelheiten, von Denkmaleigenschaften sowie ehemaligen Besitzern oder Bewohnern der Mühle
- ID: Falls die Mühle ein Kulturdenkmal ist, ist hier die ID-Nr. des Landesamts für Denkmalpflege Sachsen angegeben. Ein ggf. vorhandenes Icon  führt zu den Angaben bei Wikidata.

## Liste von Mühlen am Klosterwasser
Die Liste der ehemaligen Mühlen ist entsprechend der örtlichen Lage am Flusslauf von der Quelle bis zur Mündung in die Schwarze Elster gegliedert.
| Bild           | Bezeichnung                                | Lage                                   | Datierung     | Beschreibung | ID                       |
| -------------- | ------------------------------------------ | -------------------------------------- | ------------- | --- | ------------------------ |
| Weitere Bilder | Raschemühle Burkau                         | Burkau, Hauptstraße 17 (Karte)         |               | ehem. Raschemühle Burkau am Burkauer Wasser; Scheune einer Mühle sowie Mühlteich; Wohnhaus Obergeschoss Fachwerk verbrettert und verschiefert, Haustür Granitgewände, exponierte Lage, baugeschichtlich und ortsgeschichtlich von Bedeutung. | 09289426                 |
| Weitere Bilder | Neumühle Burkau                            | Burkau, Hauptstraße 103; 103a (Karte)  | Mitte 19. Jh. | ehem. Neumühle Burkau am Burkauer Wasser, Nr. 103 bereits abgerissen, Nr. 103a stark verfallen; Wohnmühlenhaus (Nr. 103), gegenüber liegendes weiteres Wohnhaus (Nr. 103a) eines Mühlengehöfts sowie Mühlgraben und Mühlteich; Wohnmühlenhaus Obergeschoss Fachwerk verbrettert, Giebel verkleidet, Sandsteintür- und Fenstergewände, Wohnhaus Obergeschoss Fachwerk verbrettert, baugeschichtlich und ortsgeschichtlich von Bedeutung. | 09289406                 |
| Weitere Bilder | Wenzelmühle Burkau                         | Burkau, Hauptstraße 184                | 18. Jh.       | ehem. Wenzelmühle Burkau; Mühlengebäude mit integrierter Scheune und Schneidemühlen-Anbau sowie Technik und Reste des Wasserbaus; Obergeschoss Fachwerk verkleidet, Schneidemühle verbretterte Holzkonstruktion, baugeschichtlich, technikgeschichtlich und ortsgeschichtlich von Bedeutung. | 09288630                 |
| Weitere Bilder | Eichardts Mühle Burkau                     | Burkau, Hauptstraße 156 (Karte)        | 1808          | ehem. Eichardts Mühle Burkau; Mühle mit angebautem Wohnhaus und Mühlteich; Mühle dreigeschossiges Gebäude mit Krüppelwalmdach, angebautes Wohnhaus zweigeschossiger Putzbau mit Krüppelwalmdach, baugeschichtlich und ortsgeschichtlich von Bedeutung. | 09289385                 |
| Weitere Bilder | Janksmühle Säuritz                         | Säuritz, Janksmühle 3 (Karte)          | 1850          | ehem. Janksmühle Säuritz am Säuritzer Wasser; Zwei Seitengebäude eines Mühlenanwesens; ein Seitengebäude im Obergeschoss Fachwerk verbrettert und verschiefert, weiteres Seitengebäude Putzbau, baugeschichtlich und ortsgeschichtlich von Bedeutung. | 09227968                 |
| Weitere Bilder | Mühle Glaubnitz                            | Glaubnitz, Dorfweg 4 (Karte)           | 1840          | ehem. Mühle Glaubnitz; Seitengebäude, Mühlrad und Mühlgraben eines Mühlenanwesens; Seitengebäude Obergeschoss Fachwerk verputzt, Mühlgraben zum Teil unterirdisch verlaufend, baugeschichtlich, technikgeschichtlich und ortsgeschichtlich von Bedeutung. | 09228001                 |
| Weitere Bilder | Steinmühle Bocka                           | Bocka, Auenweg 1 (Karte)               |               | ehem. Steinmühle oder Hustemühle Bocka |                          |
| Weitere Bilder | Buchholzmühle Bocka                        | Bocka 1 (Karte)                        |               | ehem. Buchholzmühle Bocka |                          |
| Weitere Bilder | Mühle Neustädtel                           | Ostro, Wiesengrund 3 (Karte)           |               | ehem. Mühle Neustädtel | Wikidata-Objekt anzeigen |
| Weitere Bilder | Mühle Ostro                                | Ostro, Burgwallstraße 33 (Karte)       |               | ehem. Mühle Ostro |                          |
| Weitere Bilder | Cannewitzer Mühle                          | Cannewitz, Am Klosterwasser 27 (Karte) | 1844          | ehem. Cannewitzer Mühle; Wohnstallhaus und Betkreuz; Obergeschoss Fachwerk, Giebel verschiefert, Betkreuz schmiedeeisernes Kruzifix auf Granitpostament, Korpus vergoldet, baugeschichtlich und regionalgeschichtlich von Bedeutung. unklar? | 09227990                 |
| Weitere Bilder | Mühle Schweinerden                         | Schweinerden, Ringstraße 8 (Karte)     | 1660          | ehem. Mühle Schweinerden; Mühlenanwesen mit Wohnstallhaus und Nebengebäude; Hofstruktur erhalten, baugeschichtlich, hausgeschichtlich und straßenbildprägend von Bedeutung. | 09227975                 |
|                | Klostermühle Marienstern Panschwitz-Kuckau | Kuckau, Cisinskistraße 35 (Karte)      |               | ehem. Klostermühle Panschwitz-Kuckau im Kloster Marienstern, genaue Lage unklar |                          |
| Weitere Bilder | Dorfmühle Kuckau                           | Kuckau, Mühlweg 2 (Karte)              |               | ehem. Dorfmühle in Panschwitz-Kuckau |                          |
| Weitere Bilder | Kupfermühle Kuckau                         | Kuckau, An der Schanze 2 (Karte)       | 1777          | ehem. Kupfermühle Kuckau; Wohnhaus mit Mühlenanbau sowie Mühlgraben und Steindeckerbrücke; ortsgeschichtlich und technikgeschichtlich von Bedeutung. | 09227849                 |
|                | Wassermühle Räckelwitz                     | Räckelwitz, Mühlweg 10 (Karte)         |               | ehem. Wassermühle Räckelwitz |                          |
| Weitere Bilder | Wassermühle Neudörfel                      | Neudörfel, Horkaer Straße 8 (Karte)    |               | ehem. Wassermühle Neudörfel, genaue Lage unklar |                          |
| Weitere Bilder | Mühle Zerna                                | Zerna (Karte)                          |               | ehem. Mühle Zerna, genaue Lage unklar |                          |
| Weitere Bilder | Jurasmühle Naußlitz                        | Naußlitz (Karte)                       |               | ehem. Jurasmühle Naußlitz, ruinös |                          |
|                | Mühle Laske                                | Laske, Am Klosterwasser 3 (Karte)      |               | ehem. Mühle Laske, genaue Lage unklar |                          |
| Weitere Bilder | Mühle Schönau                              | Schönau, Fabrikstraße 5 oder 7 (Karte) |               | ehem. Mühle Schönau, genaue Lage unklar |                          |
| Weitere Bilder | Cunnewitzer Mühle                          | Cunnewitz, Dorfstraße 34 (Karte)       |               | ehem. Cunnewitzer Mühle |                          |
|                | Mühle Kotten                               | Kotten 14 (Karte)                      |               | ehem. Mühle Kotten, genaue Lage unklar |                          |

## Liste von Mühlen am Kleinhänchener Wasser
Die Liste der ehemaligen Mühlen am Kleinhänchener Wasser (Satkula) ist entsprechend der örtlichen Lage am Flusslauf von der Quelle zur Mündung gegliedert.
| Bild           | Bezeichnung        | Lage                                 | Datierung | Beschreibung | ID       |
| -------------- | ------------------ | ------------------------------------ | --------- | --- | -------- |
|                | Mühle Kleinhänchen | Kleinhänchen, Muntzschig 9 (Karte)   |           | ehem. Mühle Kleinhänchen |          |
|                | Mühle Prautitz     | Prautitz, Lindenstraße 2 (Karte)     | 1859      | ehem. Mühle Prautitz (Getreidemühle), im Besitz der Familie Horbank in 5. Generation; Mühlengebäude über winkligem Grundriss mit technischer Ausstattung, zwei Porträtmedaillons über den Türen jedes Gebäudeflügels, eine Steinbank und zwei Steintröge auf dem Hof; technischer Ausstattung in Funktion, baugeschichtlich, ortsgeschichtlich und technikgeschichtlich von Bedeutung. | 09302882 |
| Weitere Bilder | Mühle Crostwitz    | Crostwitz, An der Satkula 11 (Karte) |           | ehem. Mühle Crostwitz |          |

## Landkarten-Archiv
- Messtischblatt 418 Bischofswerda (1910) (abgerufen am 24. Juli 2025)
- Messtischblatt 393 Kamenz (1910) (abgerufen am 24. Juli 2025)